# My Heart Skips a Beat
"My Heart Skips a Beat" é o primeiro single do álbum We Can't Go Wrong, lançado pelo grupo de freestyle The Cover Girls em 1989. A canção conseguiu se tornar outro sucesso na Billboard Hot 100 para o grupo, alcançando a posição #38 em 28 de Outubro de 1988. Na parada dance a canção obteve melhores resultados, alcançando a posição #4 em 14 de Outubro.

## Faixas
12" Single
| N.º | Título                                              | Duração |  |
| 1.  | "My Heart Skips a Beat" (Vocal Club Mix)            | 6:46    |  |
| 2.  | "My Heart Skips a Beat" (House Dub)                 | 5:03    |  |
| 3.  | "My Heart Skips a Beat" (Paradise Garage Dub)       | 5:35    |  |
| 4.  | "My Heart Skips a Beat" (Paradise Garage Vocal Dub) | 4:48    |  |
| 5.  | "My Heart Skips a Beat" (Fun House Club Mix)        | 6:32    |  |
| 6.  | "My Heart Skips a Beat" (Latin Hip-Hop Lives)       | 3:52    |  |

## Posições nas paradas musicais
| Parada musical (1989)                               | Melhor posição |
| --------------------------------------------------- | -------------- |
| Estados Unidos - Billboard Hot 100                  | 38             |
| Estados Unidos - Hot Dance Music/Club Play          | 4              |
| Estados Unidos - Hot Dance Music/Maxi-Singles Sales | 8              |